# Kanton Gennevilliers
Der Kanton Gennevilliers ist seit 2015 ein französischer Kanton im Arrondissement Nanterre, im Département Hauts-de-Seine und in der Region Île-de-France. Sein Hauptort ist die Stadt Gennevilliers. 

## Gemeinde
Der Kanton besteht aus zwei Gemeinden mit insgesamt 76.440 Einwohnern (Stand: 1. Januar 2022) auf einer Gesamtfläche von 14,84 km²:
| Gemeinde              | Einwohner 1. Januar 2022 | Fläche km² | Dichte Einw./km² | Code INSEE | Postleitzahl |
| --------------------- | ------------------------ | ---------- | ---------------- | ---------- | ------------ |
| Gennevilliers         | 50.874                   | 11,64      | 4.371            | 92036      | 92230        |
| Villeneuve-la-Garenne | 25.566                   | 3,20       | 7.989            | 92078      | 92390        |
| Kanton Gennevilliers  | 76.440                   | 14,84      | 5.151            | 9214       | –            |